# Milan van Weelden
Milan van Weelden (Zoetermeer, 12 december 1980) is een Nederlandse zanger, (musical- en stem)acteur en docent die in 2009 voor zijn eerste rol in een professionele musicalproductie, Man van La Mancha, een John Kraaijkamp Musical Award heeft gewonnen. 

## Biografie
De belangstelling van Van Weelden voor het theatervak werd gewekt toen hij begin jaren negentig The Phantom of the Opera zag. Hij nam zanglessen en sloot zich aan bij de Zoetermeerse theaterproducent Greg & Baud Productions waar hij in vele rollen te zien is geweest. Na afronding van zijn middelbareschoolopleiding werd hij toegelaten tot het basisjaar van de MusicAllFactory in Tilburg. Hij kreeg daar zanglessen van Edward Hoepelman. Vervolgens werd hij aangenomen aan het Rotterdams Conservatorium Codarts voor de vooropleiding Klassieke Zang. Na dat jaar koos hij voor de richting Muziektheater waar hij zanglessen kreeg van Alberto ter Doest. Uiteindelijk stapte hij over naar de opleiding HBO Musical van de Hogeschool Inholland in Alkmaar, waar hij in 2009 afstudeerde. In zijn afstudeerjaar liep hij stage in de professionele productie Man van La Mancha. In de week van zijn diploma-uitreiking kon hij meteen aan de slag in de Efteling, waar hij in Theater de Efteling tot eind september in Sprookjesboom de Musical de rol van Willem de Houthakker speelde. 
In mei 2010 speelde hij met onder andere Jon van Eerd, Martine Sandifort en Paul Groot in 'A Funny Thing Happened on the Way to the Forum', een onderdeel van het Sondheim-Festival van het M-lab en geregisseerd door Daniel Cohen. 
Hij was van augustus 2010 tot half januari 2011 te zien in Crazy Shopping the Musical waarin hij 'Stief' speelde en understudy was voor de hoofdrol. 
Vanaf juni 2011 werkte Van Weelden mee aan 'De Engel van Amsterdam', een onderdeel van het festival '50 jaar musical in Nederland'. De voorstelling, met onder anderen Niels van der Laan, Cystine Carreon en Suzan Seegers, was van 29 juni tot 4 juli te zien in het M-Lab; de regie van deze productie was in handen van Thomas van Luyn. Na een voorstelling van De Engel werd hij benaderd om een stemtest te doen bij Wim Pel Productions. Naar aanleiding van deze test kreeg hij zijn eerste nasynchronisatierol in een serie en sindsdien spreekt hij zeer regelmatig verschillende personages in in series, games en films. Zijn grootste rol tot nu toe is die van de panda Po in Kung Fu Panda: Verhalen vol Superheid, de serie die op Nickelodeon te zien is. Voor deze serie zong hij ook de leader in.
In oktober 2011 gaf hij voor het eerst gestalte aan 'Professor Mortis' tijdens de Halloween Fright Nights in Walibi Holland, een rol die hij in 2012 wederom speelde.  
In de zomer van 2012 was Van Weelden betrokken bij Bonifatius de Musical die in Dokkum werd gespeeld in de Bonifatiuskapel. De twaalf uitvoeringen waren nagenoeg uitverkocht. In juni 2014 werd er een reprise van deze productie gespeeld op dezelfde plek met nagenoeg dezelfde cast.
In juli 2012 werd Van Weelden door een internationaal team van creatives uitgekozen om Captain Hook te vertolken in de megaproductie 'Peter Pan; the Never Ending Story - World Arena Tour'. Hij speelde deze rol in arena's in o.a. Brussel, Amsterdam, Londen, Glasgow, Newcastle en in het World Trade Center in Dubai en is daarnaast ook op het originele cast-album te horen.  
In juli 2014 heeft Van Weelden de 'Stem van de Priester van Ubbergen' vertolkt in de productie 'HEX: Het Verdwenen Dorp' in het Zoetermeerse Buytenpark. Voor deze productie nam hij ook de vocal coaching voor z'n rekening. Het verhaal is geschreven door Thomas Olde Heuvelt en is een proloog op zijn bestseller HEX. Van 2014 tot 2015 was Van Weelden te zien in het AFAS Circustheater als Big Davey in de musical Billy Elliot.
Van Weelden speelde Grutte Pier in de gelijknamige film die werd uitgebracht in 2022.

## Theater
- De Mol en de Paradijsvogel (2023-2024), Opusone - Guerdon Bill / meerdere rollen
- Avalon - (2024) - Storytellers - regie: Sebastiaan Smits - Uther Pendragon
- Sunset BLVD (2023-2024) - Storytellers - regie: Sebastiaan Smits - Max von Mayerling
- Sweeney Todd: The Demon Barber of Fleet Street (2023), Tekst: Hugh Wheeler, Muziek en liedteksten: Stephen Sondheim, Producent: MediaLane Theater i.s.m. DeLaMar  - Rechter Turpin
- Jekyll & Hyde (2019/2020) - Storytellers - regie van Liesbeth Vermeulen en Sebastiaan Smits - Jekyll/Hyde
- Das Phantom der Oper (2015-2016), Stage Entertainment Germany, regie: Arthur Masella & Rainer Fried - Joseph Buquet & ensemble / Covers: Auktionator / Monsieur Lefèvre / Don Attilio / Feuerwehrhauptmann
- Billy Elliot (2014-2015), Joop van den Ende Theaterproducties - regie: Julian Webber - Big Davey & ensemble
- Macbeth (2013) - Storytellers - regie: Sebastiaan Smits - Macbeth
- Peter Pan The Never Ending Story: World Arena Tour (2012 - 2014) - MusicHall - regie: Luc Petit & Lulu Aertgeerts - Captain Hook
- Bonifatius de Musical (2012 & 2014) - Stichting 754 - regie: Marc Krone - Sidonius & Koning Radboud
- Siegfried (2011) - de Nationale Reisopera - regie: Antony McDonald - Beer
- De Engel van Amsterdam (2011) - M-Lab - regie: Thomas van Luyn - Venerik van Aemstel
- Crazy Shopping the Musical (2010) - Stardust B.V. - regie: Stanley Burleson - Stief & u.s. Dominee Bob
- A Funny Thing Happened on the Way to the Forum (2010) - M-Lab - regie: Daniel Cohen - Miles Gloriosus
- Sprookjesboom de musical (2009) - Efteling Theaterproducties - regie: Hetty Feteris - Willem de Houthakker
- De Vliegende Hollander (2009) - Greg & Baud Productions - Van den Decken
- Heart & Music (2009, Hogeschool Inholland) - Solist
- Man van La Mancha (2008 - 2009) - Opus One - regie: Aike Dirkzwager - Pastoor en Pedro
- City of Angels (2008) - Hogeschool Inholland) - Buddy Fiddler
- Gewoon een normaal gesprek (2008) - Hogeschool Inholland) - Frank
- En nu naar bed (2007) - Hogeschool Inholland) - Frans
- Guido's Vijf (2007) - Hogeschool Inholland) - Guido

## Nasynchronisaties
- Kung Fu Panda Verhalen vol Superheid - Po
- Slugterra - Kord Zane
- Sidekick - Maxum Man
- Het Spetterslot - Kookaburra
- Bucket & Skinner - Three Pieces
- Mijn Monsters & Ik - Haggis
- Mirror Mirror - Dwerg Napoleon
- Turbo Fast  - Kapitein Smeerbaard
- Twisted Metal - PC/PS3/X360 - Sweet Tooth's Gunner
- Uncharted 3 - PS3 - Thug
- The Shoot - PS3 - Frankenstein, Robot, Oude Man
- De leeuwenwacht - Pinguino
- Smallfoot - Thorp
- Stardog and supercat - Buddy (Superhond)
- De Grote Speurtocht naar Kapitein Opa - Anderson
- Sia de Rebelse Bosfee
- My Little Pony: Vriendschap is betoverend - Sludge
- Kung Fu Panda: The Paws of Destiny - Po (Nederlandse Stem)
- Kiri & Lou - Lou
- Superboek - Jezus
- Fairly Odd Parents - Overige Stemmen
- Ralph Breaks the Internet - Overige stemmen
- Beestenboel - Bramble
- De Heldenverhalen van Kapitein Onderbroek - Kapitein Onderbroek / Krupp
- Lightyear - Overige stemmen
- Boonie Bears: Redden de Aarde! - Bramble
- Lama Lama -Flamingo / Guus Geit
- Strange World - Zanger "De Clades"
- The Super Mario Bros. Movie - Donkey Kong
- Kung Fu Panda: The Dragon Knight (de Drakenridder) - Po
- SuperHond en TurboKat - SuperHond
- Once Upon a Studio - Wreck-It Ralph & Gaston
- One Piece (televisieserie uit 2023) - Kuroobi / Overige stemmen
- Lego Disney Princess: The Castle Quest  - Gaston
- Wish - Valentino
- Kung Fu Panda 4 - Krokodil
- The Wild Robot - Thorn

## Filmografie
- Eurovision Song Contest: The Story of Fire Saga - 21st century viking
- Grutte Pier (film) - Grutte Pier
- De oneindige slijmfilm (2023) - Braat
- De Club van Sinterklaas Film, De Gestrande Stoomboot - Ivor

## Televisie
- TUC-Commercial WK 2010 Kratkussen - hoofdrol)
- Lays - Maak de Smaak the Battle - reclameboodschap (2012)
- Bloedverwanten - Jules
- Een van de discipelen - The Passion - Den Haag (2013)
- Danni Lowinski - Gastrol 'Eddie' (2015)
- B.A.B.S. - Verhuizer
- Smeris (televisieserie) - Harry Vrijers (2018)
- Flikken Maastricht - Tamas Feteke - 4 afleveringen
- Swanenburg (televisieserie) - President Hell's Angels
- Het verhaal van Nederland - Radbod (2022)
- Zenith (serie) - Barman (2022)
- De Poli - Fotograaf (2023)
- Nederlandse Spoorwegen - commercial 'stap jij ook in?' - Visser
- Netflix 'Haantjes' - Fotograaf (2025)

## Overig
- Deelnemer Icelandic Song Contest in de film 'Eurovision Song Contest: The Story of Fire Saga' 2020
- 'Professor Mortis' tijdens de Halloween Fright Nights 2011 en 2012 in Walibi Holland
- 'Hagrid' op het Fantasy Festival 2012 in Walibi Holland
- Van oktober 2011 tot april 2012 assistent Vocal Coach bij Kinderen voor Kinderen 32 - Zo Bijzonder!
- September 2009 - mei 2010 Zang- en dramadocent bij het NJMT in Zaandam
- 'Beveiliger' in de YouTube reeks 'Op vakantie met Quinn en Aaron' van Quinn en Aaron Bezemer
- Hoofdrolspeler in de videoclip 'Alive' van de band Elizium

## Prijzen en nominaties
- John Kraaijkamp Musical Award voor Beste Mannelijke Bijrol in een Kleine Productie 2009: Man van La Mancha
- Nominatie voor de Publieksprijs Kunst & Cultuur Zoetermeer 2009
- Nominatie ANWB Publieksprijs voor Beste Kinder- en Familiemusical 2010: Sprookjesboom de Musical
- Nominatie voor de Publieksprijs Kunst & Cultuur Zoetermeer 2012
- John Kraaijkamp Musical Award voor Beste Musical 2014: Billy Elliot de Musical
- John Kraaijkamp Musical Award voor Beste Kleine Musical 2023: Sweeney Todd: The Demon Barber of Fleet Street